# Ратко Бундало
Ратко Бундало, (Кришковци код Лакташа 30. септембар 1944) је пуковник Војске Републике Српске у пензији.

## Биографија
Артиљеријску подофицирску школу завршио је 1962. у Задру, а Војну академију копнене војске, смјер артиљерија, 1967. у Београду. Службовао је у гарнизонима Бистрица (Словенија), Лошињ, Пула, Ријека и Београд. Службу у ЈНА завршио је као командант 13. мјешовитог артиљеријског пука, у чину пуковника. У ВРС је био од 13. децембра 1993. до пензионисања, 30. јуна 1999. Био је командант мјешовите против оклопне артиљеријске бригаде у 1. крајишком корпусу.

## Одликовања и признања
Одликован у ЈНА:
- Медаља за војне заслуге
- Орден народне армије са сребрном звијездом и
- Орден за војне заслуге са златним мачевима.

Одликован у ВРС:
- Орден Карађорђеве звијезде III реда.